# George Yardley
George Harry Yardley III (3 de noviembre de 1928-Newport Beach, California, 12 de agosto de 2004) fue un jugador de baloncesto estadounidense que disputó siete temporadas como profesional en la NBA. Fue el primer jugador en la historia en anotar 2000 puntos en una temporada, superando el récord que hasta entonces tenía George Mikan. Fue nominado (aunque finalmente no elegido) en la lista de los mejores 25 jugadores de la NBA con motivo del 25 aniversario de la misma, en 1971.

## Trayectoria deportiva

### Universidad
Jugó durante 3 años von los Cardinals de la Universidad de Stanford, siendo elegido All-American en los dos últimos. En total promedió 11,5 puntos, con un 69,8% de efectividad, en 71 partidos.

### Amateur
Tras su paso por la universidad, jugó un año en los San Francisco Stewart Chevrolets de la Amateur Athletic Union (AAU), ganando el campeonato y siendo elegido MVP del torneo. Tras esa temporada, sirvió en la Armada de los Estados Unidos durante 2 años.

### Profesional
Fue elegido en la octava posición del Draft de la NBA de 1950 por los Fort Wayne Pistons. De fama extravagante, fue descrito por sus compañeros como una "máquina de anotar". Salvo en su primer año, en el resto de su carrera profesional siempre consiguió más de 17 puntos y 7 rebotes por partido. En la temporada 1957-58, la primera del equipo en Detroit y la última entera de Yardley en el mismo, fue el máximo anotador de la liga, promediando 27,8 puntos por partido.
Mediada la siguiente temporada ficharía por Syracuse Nationals, donde se retiraría al año siguiente, promediando en su última temporada 22,1 puntos por partido, siendo el primer jugador de la historia en retirarse superando los 20 puntos en su año final. Tras ello, tuvo un breve paso por la ABL, en el equipo de Los Angeles Jets, que desaparecería a poco de comenzar el campeonato. En el total de su carrera promedió 19,2 puntos y 8,9 rebotes por partido. Fue elegido para el Basketball Hall of Fame en 1996.

## Estadísticas de su carrera en la NBA
|  | Líder de la liga |

### Temporada regular
| Año      | Equipo     | PJ  | MPP  | TC%  | TL%  | RPP  | APP | PPP  |
| -------- | ---------- | --- | ---- | ---- | ---- | ---- | --- | ---- |
| 1953–54  | Fort Wayne | 63  | 23.6 | .425 | .712 | 6.5  | 1.6 | 9.0  |
| 1954–55  | Fort Wayne | 60  | 35.8 | .418 | .745 | 9.9  | 2.1 | 17.3 |
| 1955–56  | Fort Wayne | 71  | 33.1 | .407 | .742 | 9.7  | 2.2 | 17.4 |
| 1956–57  | Fort Wayne | 72  | 37.4 | .410 | .787 | 10.5 | 2.0 | 21.5 |
| 1957–58  | Detroit    | 72  | 39.5 | .414 | .811 | 10.7 | 1.3 | 27.8 |
| 1958–59  | Detroit    | 46  | 30.8 | .415 | .816 | 7.1  | .9  | 20.8 |
| 1958–59  | Syracuse   | 15  | 28.0 | .482 | .648 | 6.9  | 1.7 | 16.7 |
| 1959–60  | Syracuse   | 73  | 32.9 | .453 | .816 | 7.9  | 1.7 | 20.2 |
| Total    | Total      | 472 | 33.4 | .422 | .780 | 8.9  | 1.7 | 19.2 |
| All-Star | All-Star   | 6   | 21.8 | .433 | .706 | 5.8  | .7  | 10.7 |

### Playoffs
| Año   | Equipo     | PJ | MPP  | TC%  | TL%  | RPP  | APP | PPP  |
| ----- | ---------- | -- | ---- | ---- | ---- | ---- | --- | ---- |
| 1954  | Fort Wayne | 4  | 26.8 | .485 | .833 | 6.0  | .8  | 10.5 |
| 1955  | Fort Wayne | 11 | 38.2 | .399 | .759 | 9.0  | 3.3 | 15.8 |
| 1956  | Fort Wayne | 10 | 40.6 | .421 | .776 | 13.9 | 2.6 | 23.0 |
| 1957  | Fort Wayne | 2  | 42.5 | .453 | .818 | 9.5  | 4.0 | 28.5 |
| 1958  | Detroit    | 7  | 36.3 | .409 | .896 | 10.3 | 2.4 | 23.4 |
| 1959  | Syracuse   | 9  | 37.0 | .439 | .857 | 9.7  | 2.3 | 25.1 |
| 1960  | Syracuse   | 3  | 29.3 | .385 | .833 | 5.7  | .3  | 13.3 |
| Total | Total      | 46 | 36.8 | .422 | .817 | 9.9  | 2.4 | 20.3 |